# Fabien Cerutti
Œuvres principales
- Cycle Le Bâtard de Kosigan

Fabien Cerutti est un écrivain français de fantasy historique.

## Biographie
Fabien Cerutti passe une partie de sa jeunesse en Guyane et en Afrique. Il mène des études d'histoire, obtient l'agrégation et devient enseignant en région parisienne.
En parallèle, vers l'âge de 15 ans, Fabien Cerutti, découvre les cultures de l'imaginaire avec des auteurs comme Edgar Rice Burroughs, A. E. van Vogt et J. R. R. Tolkien. Il se passionne alors pour les jeux de rôle sur table et les jeux vidéo. Entre 2002 et 2007, il réalise six scénarios pour le jeu vidéo de rôle Neverwinter Nights. Il tente d'abord d'adapter ces aventures en bande dessinée à paraître chez Soleil, mais le projet tourne court en 2010 et l'auteur se lance alors dans l'écriture romanesque.
Le premier volume de la série, L'Ombre du pouvoir, paraît en 2014 aux éditions Mnémos. Sélectionné au prix Imaginales 2014 et au prix Elbakin.net 2014, le roman remporte le prix Futuriales Révélation au festival des Futuriales (festival des littératures de l'imaginaire d'Aulnay-sous-bois) 2015, ainsi que le Prix Imaginales des lycéens 2015. Le troisième tome, Le Marteau des sorcières, paraît en 2017 et le quatrième, Le Testament d'involution, en 2018. Un premier cycle est ainsi clôturé,.

## Œuvres

### Cycle romanesqueLe Bâtard de Kosigan
1. L'Ombre du pouvoir[9],[10],[11], Mnémos, 2014Réédition, Gallimard, coll. « Folio SF » no 576, 2017
2. Le Fou prend le roi[12], Mnémos, 2015Réédition, Gallimard, coll. « Folio SF » no 581, 2017
3. Le Marteau des sorcières[13],[14],[15], Mnémos, 2017Réédition, Gallimard, coll. « Folio SF » no 626, 2019
4. Le Testament d'involution[16], Mnémos, 2018Réédition, Gallimard, coll. « Folio SF » no 648, 2019
5. Un Printemps de sang[17], Mnémos, 2024

### Nouvelles dans l'univers duBâtard de Kosigan
- Les Secrets du Premier Coffre, Mnémos, 2020, recueil de nouvellesRéédition, Gallimard, coll. « Folio SF » no 696, 2022

- Le Crépuscule et l’Aube, 2016, nouvelle
  - Publiée dans Fées et automates. Anthologie des Imaginales 2016, Mnémos, 2016
  - Publiée (retouchée) dans Les Secrets du Premier Coffre. Recueil de nouvelles, Mnémos, 2020

- Le Livre des merveilles du monde, 2017, nouvelle
  - Publiée dans Destinations. Anthologie des Imaginales 2017, Mnémos, 2017
  - Publiée (retouchée et augmentée) dans Les Secrets du Premier Coffre. Recueil de nouvelles, Mnémos, 2020

- Légende du Premier monde, 2018, nouvelle
  - Publiée dans Créatures. Anthologie des Imaginales 2018, Mnémos, 2018
  - Publiée (retouchée) dans Les Secrets du Premier Coffre. Recueil de nouvelles, Mnémos, 2020

### Autre nouvelle uchronique
- La Nouvelle Campagne de RussiePubliée dans Et si Napoléon..., Mnémos, 2021

### Romans indépendants
- Terra Humanis, Mnémos, 2023Réédition, Gallimard, coll. « Folio SF » no 761, 2025

## Prix
- 2015 : Prix Futuriales Révélation au festival des Futuriales (festival des littératures de l'imaginaire d'Aulnay-sous-bois) pour L'Ombre du pouvoir[2],[5].
- 2015 : Prix Imaginales des lycéens pour L'Ombre du pouvoir [6],[18].
- 2019 : Book d'or de Bookenstock pour l'ensemble de la série[19]
- 2021 : Book d'or de Bookenstock pour le hors série Les Secrets du premier coffre[20]